# Linhagem de Jesus
A linhagem de Jesus é uma pesquisa técnica sobre a sequência de descendentes diretos de Jesus Cristo e Maria Madalena, Maria de Betânia (ou alguma outra mulher) geralmente retratada como sua esposa. Diferentes versões contraditórias e de uma hipótese de linhagem de Jesus têm sido promovidas por numerosos livros, sites e filmes de ficção e não-ficção no final do século XX e início do século XXI, quase todos foram classificados como obras de pseudo-história e teoria de conspiração. De acordo com uma maioria qualificada de historiadores profissionais e acadêmicos de áreas afins, não há nenhuma evidência histórica, bíblica, apócrifa, biblio-arqueológica, genealógica ou genética que apoia esta hipótese moderna de forma conclusiva. A hipótese de uma linhagem de Jesus não deve ser confundida com a genealogia bíblica de Jesus ou os parentes históricos de Jesus e seus descendentes, conhecidos como o Desposyni.
Michael Baigent, Richard Leigh e Henry Lincoln desenvolveram e popularizaram a hipótese de que uma linhagem de Jesus e Maria Madalena se tornou a dinastia merovíngia em 1982 no controverso livro "The Holy Blood and the Holy Grail".
Em 2003, o romance literário "O Código Da Vinci" de Dan Brown aceitou algumas das hipóteses acima como sendo válidas. Elementos de algumas hipóteses da linhagem de Jesus foram propostas pelo documentário de 2007, "O Túmulo Perdido de Jesus" por Simcha Jacobovici incidindo sobre a descoberta do túmulo de Talpiot, que também foi publicado como um livro intitulado "O Túmulo da Família de Jesus".